# Los Mochis
Los Mochis (del cáhita Mochim, plural de Mochic, 'tortuga de terra'), és una ciutat a l'estat de Sinaloa, Mèxic, i la capçalera del municipi d'Ahome. És la tercera en ordre d'importància de l'estat, amb 275.000 habitants. Actualment Los Mochis és una ciutat moderna i una de les potències agrícoles del país.
Los Mochis va néixer gràcies a Benjamin F. Johnston, que va arribar al port de Topolobampo atret pel somni d'Owen Albert, jove enginyer civil nord-americà, que va anar a aquelles terres per fer estudis sobre la construcció del tren conegut avui com a Chihuahua Pacific.
Però Johnston va descobrir les potencialitats de la Vall de Los Mochis per a l'explotació principalment de la canya de sucre. Així doncs, va construir, associat amb altres persones, una important empresa sucrera per a aquella època. Johnston es va convertir en un home ric i cap a l'any 1901 tenia el luxe de convertir la ciutat amb grans carrers amples i moderns, molt a l'estil nord-americà. Així va néixer Los Mochis.